# Józef Budziakowski
Józef Budziakowski (ur. 5 kwietnia 1900 w Sieradzu, zm. 8 czerwca 1983 w Warszawie) – polski inżynier, kapitan saperów Polskich Sił Zbrojnych.

## Życiorys
W wieku 18 lat wstąpił do piechoty Wojska Polskiego. Od 1920 służył w 8 pułku artylerii polowej. Podczas wojny polsko-bolszewickiej brał udział w bitwach pod Grodnem oraz Bitwie Warszawskiej. Po wojnie zdał egzamin na Wydział Inżynierii Wodnej Politechniki Warszawskiej. W 1926 r. ukończył sekcję melioracyjną z tytułem magistra hydrotechniki. W międzyczasie ukończył szkołę podchorążych rezerwy. Na podporucznika został mianowany ze starszeństwem z dniem 1 września 1931 roku i 397. lokatą w korpusie oficerów piechoty. W 1934 roku pozostawał w ewidencji Powiatowej Komendy Uzupełnień Warszawa Miasto III. Posiadał przydział do 1 pułku piechoty Legionów w Wilnie. Później został przeniesiony do korpusu oficerów saperów.
Pracę zawodową rozpoczął w Krajowym Towarzystwie Melioracyjnym, gdzie pracował jako projektant, organizator struktur i dyrektor. Od 1929 prowadził własne biuro hydrotechniczne w Kaliszu. W 1930 kierował budową torów wyścigowych na Służewcu w Warszawie. Od 1934 kierownik prac budowlanych, melioracyjnych i drogowych w Gdyni. Wykonywał również projekty instalacji wojskowych dla Marynarki Wojennej.
1 lipca 1939 został powołany do sztabu Armii „Kraków”. Po klęsce pod Tomaszowem wycofany do Rumunii, później do Francji. Od listopada 1939 dowódca 1. plutonu saperskiego oraz kwatermistrz pułku. Następnie w 4 batalionie saperów. Po klęsce Francji w 1940 przeniesiony do Szkocji. Do 23 października 1941 roku pełnił służbę w 1 batalionie saperów na stanowisku oficera płatnika (do 29 października 1940), dowódcy plutonu sprzętu i materiałów w kolumnie saperskiej (od 9 listopada 1940), oficera gospodarczego (od 29 sierpnia 1941). 11 listopada 1941 został przesunięty do 11 kompanii saperów. Następnie dowodził kompanią saperów. W 1943 rozpoczął służbę w RAF (w stopniu squadron leader – odpowiednik majora), gdzie kierował budową i rozbudową lotnisk brytyjskich. W 1945 roku objął dowodzenie nowym oddziałem Polskich Sił Powietrznych jakim był 5029 dywizjon budowy lotnisk (ang. 5029 Airfield Construction Squadron). Pod koniec wojny zarządzał kilkunastoma lotniskami na terenie Niemiec.
W 1947 powrócił do Polski, gdzie rozpoczął pracę w Państwowym Przedsiębiorstwie Robót Komunikacyjnych. Nadzorował odbudowę wielu, zniszczonych podczas wojny, obiektów, jak również budowę zapory czchowskiej. Od 1949, jako dyrektor robót wodnych PPRK prowadził prace regulacyjne na Odrze i Wiśle. W latach sześćdziesiątych główny specjalista prac hydrotechnicznych w Centralnym Biurze Studiów i Projektów Budownictwa Wodnego „Hydroprojekt”, gdzie projektował i kierował budowami wielu zapór i zbiorników wodnych. Od lat siedemdziesiątych wykładowca na Politechnice Warszawskiej. Zmarł w 1983.

## Awanse
- 1920 – kanonier
- 1920 – bombardier
- 1931 – podporucznik
- 1939 – porucznik ?
- 1943 – kapitan

## Ordery i odznaczenia
- Krzyż Kawalerski Orderu Odrodzenia Polski
- Złoty Krzyż Zasługi
- Srebrny Krzyż Zasługi z Mieczami